# Капітан Сакен (мінний крейсер)
«Капітан Сакен» — мінний крейсер Чорноморського флоту. Будівельник — капітан Роберт Юлійович Тірнштейн. Побудований у Миколаєві. Зарахований до списків 18 січня 1886 року. Закладено 9 травня 1886 року. Спущений на воду 30 квітня 1889 року, став до ладу 1889 року.
Названий на честь капітана 2-го рангу Йоганна-Рейнгольда фон Остен-Сакена, дубель-шлюпка якого 20 травня 1788 була атакована турецькою ескадрою у складі 30 суден. Не бажаючи здаватися ворогові, Сакен підірвав своє судно разом з турецькими галерами, що взяли його на абордаж.

## Тактико-технічні дані
- Водотоннажність: 742 т.
- Розміри:
  - довжина - 69,4 м
  - ширина — 7,3 м
  - осаду — 3,1 м

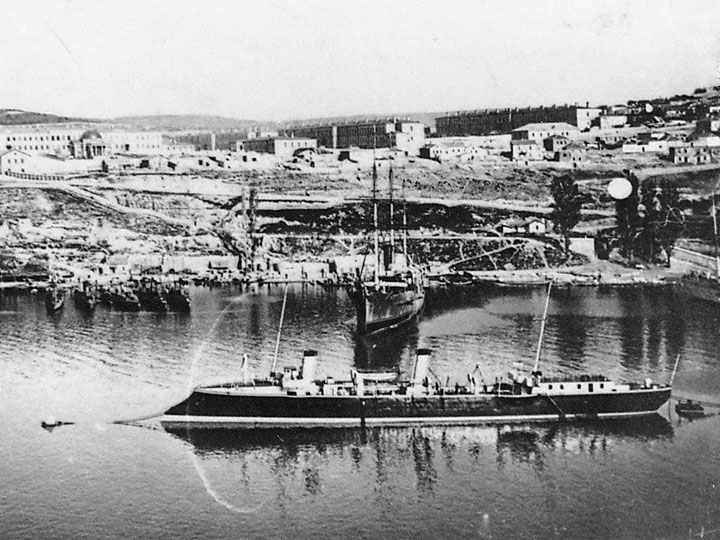
Мінний крейсер «Капітан Сакен» у Південній бухті Севастополя

- Швидкість ходу максимальна: 18,3 вузла.
- Силова установка: 3 котли, 2341 л. с., 2 гвинти.
- Бронювання: палуба - 13 мм.
- Озброєння: 6х1 47-мм зброї, 4х1 37-мм зброї, три 380-мм торпедних апарату.
- Екіпаж: 7 офіцерів, 120 матросів.

## Конструювання та будівництво
Передбачалося, що другий мінний крейсер буде повністю однотипним із «Лейтенантом Ільїним», закладеним трьома місяцями раніше. Проте Балтійський завод, маючи робочі креслення механізмів крейсера «Лейтенант Ільїн», взявся упродовж 14—16 місяців виготовити таку ж установку самотужки та встановити її на «Капітан Сакен» у Миколаєві. Пропозицію визнали вигідною, і проект корабля переробили. Не змінюючи обводів корпусу (але забезпечивши його ще більш загрозливого вигляду таранним штевнем) перекомпонували внутрішні приміщення для розміщення машини та вогнетрубних котлів циліндричного типу замість локомотивних.
Заміна локомотивних котлів на циліндричні відбулася не одразу. 21 січня 1887 року з'ясувалося, що нові котли виходять на 25,5 т важчі за потрібне, внаслідок чого журналом МТК № 12 було наказано прибрати кормові надбудови, а весь борт знизити майже на 1 метр.
Пропозиції щодо зміни проекту продовжували надходити незалежно від Головного командира Миколаївського порту та від дирекції Балтійського заводу. МТК затвердила деякі з них. Через війну Р. Ю. Тірнштейн не міг здійснювати належний контролю над здійсненням проекту.
Паралельно до будівництва «Капітана Сакена» у Миколаєві будувалися три канонерські човни («Запорожець», «Донець», «Чорноморець»), будівельником яких спочатку було призначено того ж таки Р. Ю. Тірнштейна (згодом його змінив штабс-капітан Берг). З огляду на імператорський статус цього замовлення канонерським човнам у всьому віддавалася перевага. В результаті «Капітан Сакен» навіть не отримав власної заставної дошки, а був включений до загального тексту єдиної (безпрецедентний випадок у російському флоті) дошки, виготовленої для трьох човнів, що будувалися в Миколаєві. Будівництво мінного крейсера затяглося, і на момент його спуску на воду канонерські човни вже розпочинали ходові випробування.
Унаслідок численних переробок у кормі крейсера замість надбудови були встановлені рубки для офіцерів та окремо для командира. Бакову надбудову замінили карапасною палубою. Розташування офіцерських кают (у кормовій частині житлової палуби) було затверджено лише листопаді 1887 року. Крім того, у конструкцію «Капітана Сакена» внесли зміни з метою виправити недоліки, виявлені під час випробувань «Лейтенанта Ільїна». Циліндри середнього та низького тиску забезпечили сорочками, а вугільні ями — трубами для вимірювання температури вугілля. Було знято парові підйомники для видалення з топок золи та шлаку. В результаті всіх переробок водотоннажність корабля в повному вантажі виявилася на чверть важчою за проектний.
Озброєння обмежили шістьма 47-мм та чотирма 37-мм гарматами. Поворотні мінні апарати після виявлення великого навантаження вирішили не ставити. Із п'яти мінних апаратів два бортові виявилися дуже незручними для заряджання і згодом були зняті.
Неодноразово відновлювані ходові випробування показали, що потужність механізмів при 223 об/хв не перевищувала 2341 л. с. Замість 21-вузлової швидкості, що очікувалася, корабель витискав лише 18,3 вузла.

## Історія служби

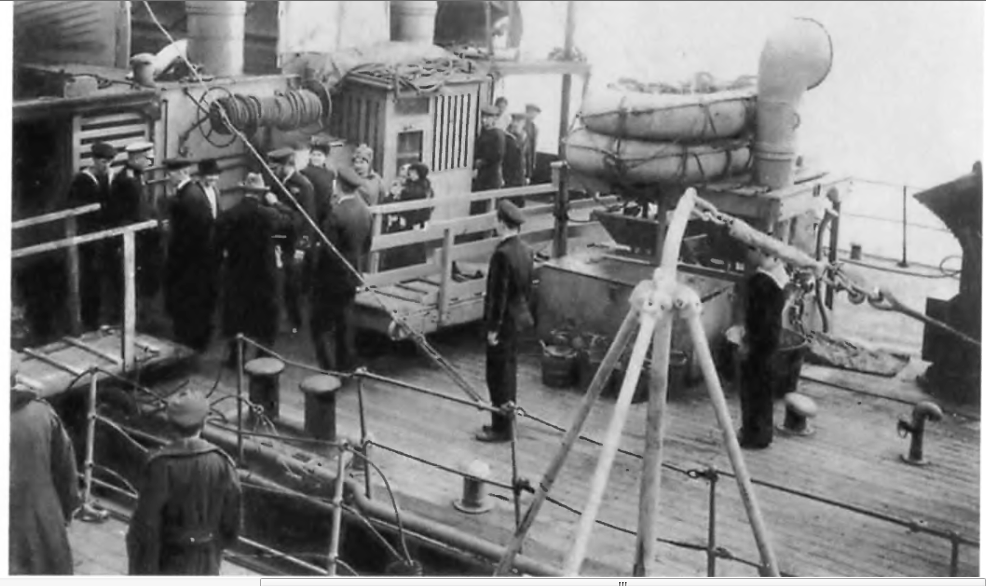
Генерал А. І. Денікін на борту під час Новоросійської евакуації, березень 1920 р.

Незважаючи на недоліки корабля, Чорноморський флот, який до кінця XIX століття не отримав жодного крейсера, використовував «Капітана Сакена» у ролі посильного та розвідувального корабля.
30 травня 1890 був зарахований до складу Практичної ескадри Чорного моря.
25 серпня 1899 року в Севастополі було вперше у світовій історії встановлено радіозв'язок між бойовими кораблями. Прийомо-передавальні пристрої розмістили на броненосці «Георгій Побідоносець» та «Три святителі», а передавач — на мінному крейсері «Капітан Сакен».
Під час севастопольського повстання 1905 року мінний крейсер залишився у підпорядкуванні віце-адмірала Г. П. Чухніна і разом з урядовою ескадрою обстрілював кораблі, що повстали.
8 квітня 1907 року перейменований на портове судно «Бомбори». У бойових діях участі ніколи не брав. Виключено зі списків 22 грудня 1909 року.
Наприкінці березня 1920 року взяв участь в евакуації військ ВСЮР із Новоросійська до Севастополя. На кораблі евакуювався командувач, генерал А. І. Денікін з начальником штабу І. П. Романовським.

## Командири крейсера
Командирами мінного крейсера «Капітан Сакен» у складі Російського імператорського флоту у різний час служили:
- капітан 2-го рангу С. В. Полісадов (1889—1891 роки);
- капітан 2-го рангу М. О. Данилевський (1893);
- капітан 2-го рангу Є. П. Рогуля (1895)[2];
- капітан 2-го рангу Л. О. Брусилов (1898—1899 роки);
- капітан 2-го рангу І. Ф. Бострем (10.05.1899-10.10.1900)
- капітан 2-го рангуК. Контянтін Костянтин (1904);
- капітан 2-го рангуС. М. Акімов (30.05.1905-хх.хх.1905);
- капітан 2-го рангу В. В. Шельтінг (хх.хх.1905-хх.хх.1906 роки);
- флігель-ад'ютант капітан 2-го рангу С. С. Погуляєв (1911);
- капітан 2-го рангу О. О. Макалінський;
- капітан 2-го рангу О. О. Остолопов (1920).

## Служили на кораблі
- Вишневський Іліодор Петрович — у 1892 році призначений старшим судновим механіком.
- Гордєєв Сергій Васильович — 1904 року старший судновий інженер механік.
- Марін Іван — 1904 року старший офіцер.